# Heinz Brandt (Offizier)

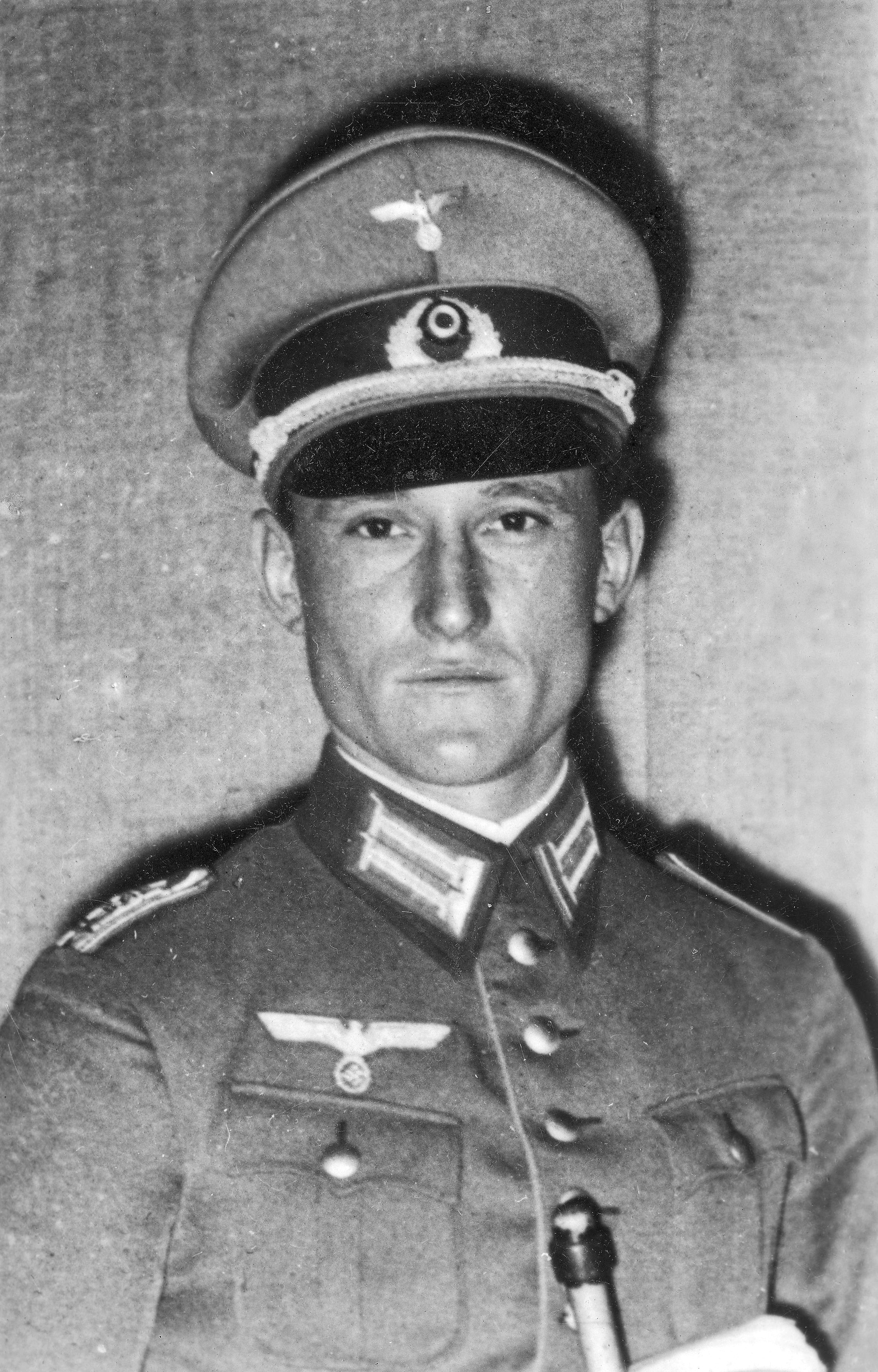
Heinz Brandt als Offizier der Wehrmacht

Heinz Brandt (* 11. März 1907 in Charlottenburg; † 21. Juli 1944 in Karlshof bei Rastenburg) war im Zweiten Weltkrieg ein deutscher Generalstabsoffizier im Oberkommando des Heeres, sein letzter Dienstgrad war der eines Oberst. Er wurde beim fehlgeschlagenen Attentat vom 20. Juli 1944 auf Adolf Hitler tödlich verletzt und postum noch zum Generalmajor befördert. 1936 war er Olympiasieger im Springreiten.

## Leben
Heinz Brandt war der Sohn des späteren Generals der Kavallerie Georg Brandt (1876–1945).
Brandt trat am 1. April 1925 als Fahnenjunker in das 13. (Preußische) Reiter-Regiment der Reichswehr in Hannover ein. Am 1. November 1926 wurde er zum Unteroffizier befördert. Vom 18. November 1926 bis zum 1. September 1927 wurde Brandt zum I. Lehrgang an die Infanterieschule kommandiert, vom 17. Oktober 1927 bis zum 16. August 1928 folgte die Kommandierung zum II. Lehrgang an die Kavallerieschule der Reichswehr in Hannover. Am 1. Dezember 1928 zum Leutnant befördert, wurde er am 1. Oktober 1930 Bereiter an der Kavallerieschule. Am 1. Oktober 1931 wurde Brandt nach Tilsit in das 2. (Preußisches) Reiter-Regiment versetzt, das Kommando zur Kavallerieschule wurde bis auf weiteres verlängert. Am 1. Dezember 1932 folgte die Beförderung zum Oberleutnant und am 1. Mai 1933 die Kommandierung zur Sonderabteilung der Kavallerieschule. Hier nahm er an den Vorbereitungen zu den Olympischen Spielen in Berlin teil. Am 6. Oktober 1936 wurde er an die Kriegsakademie kommandiert und zum Hauptmann befördert. Nach Abschluss der Kriegsakademie wurde er in den Stab der 25. Infanterie-Division versetzt. Am 1. April 1939 wurde er hier 1. Adjutant (IIa).
Am 1. Oktober 1939 kam er in den Generalstab des Heeres. Am 8. Februar 1940 wurde er Erster Generalstabsoffizier (Ia) der 297. Infanterie-Division. Am 1. November 1940 wurde er Ia in der Operationsabteilung des OKH, wo er als Stellvertreter Adolf Heusingers fungierte. Am 1. Januar 1941 folgte die Beförderung zum Major, am 1. April 1942 die zum Oberstleutnant und am 1. Mai 1943 die zum Oberst.

Am 13. März 1943 war Brandt einer der Begleiter Hitlers bei dessen Besuch im Hauptquartier der Heeresgruppe Mitte in Smolensk. Dort arbeiteten die Offiziere Henning von Tresckow und Fabian von Schlabrendorff schon länger an dem Plan, Hitler durch ein Attentat zu töten. Sie fragten den angeblich nichtsahnenden Brandt, ob er eine Cointreauflasche in Hitlers Flugzeug mitnehmen würde – und dieser willigte ein. Die Flasche war ein getarntes Sprengstoffpaket. Die Verschwörer warteten jedoch vergeblich auf die Meldung vom Absturz Hitlers. Das Päckchen mit dem Sprengstoff war im Frachtraum des Flugzeuges vereist, wodurch der Zündmechanismus versagte.

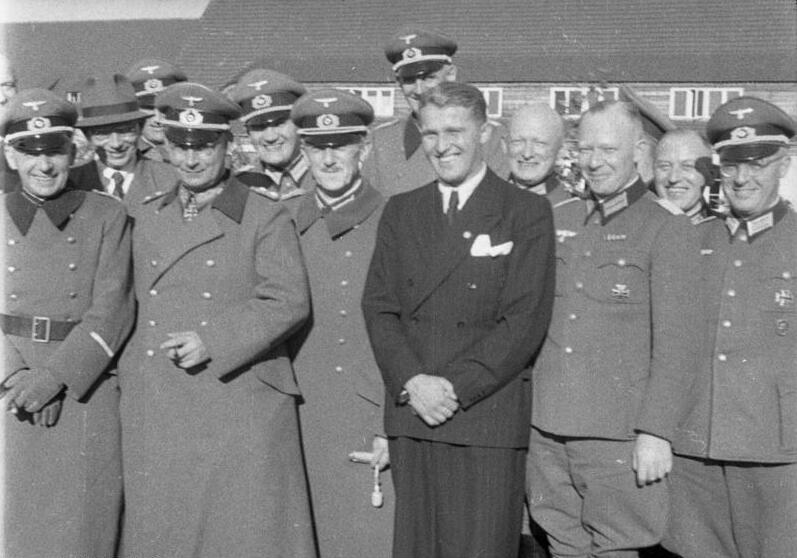
Major Heinz Brandt (3. von links) neben Wernher von Braun (im Anzug) im Frühjahr 1941

Am 20. Juli 1944 nahm Brandt im Führerhauptquartier Wolfsschanze an der Lagebesprechung teil, in deren Verlauf Oberst Stauffenberg das Attentat auf Hitler verübte. Kurz vor der Detonation schob Brandt die Aktentasche, in der sich der Sprengstoff befand, mit dem Fuß weiter hinter das Tischbein, um besser in die Karte sehen zu können. Das kann ein Grund für das Scheitern des Anschlags gewesen sein. Hitler wurde bei der Explosion nur leicht verletzt, Brandt selbst dagegen schwer. Er starb am Tag darauf an den Folgen seiner Verletzungen im Lazarett Karlshof bei Rastenburg. Postum wurde er am 22. Juli 1944 zum Generalmajor befördert. Ein ursprünglich vorgesehenes Staatsbegräbnis wurde überstürzt abgesagt und die Familie Brandt von der Gestapo bedrängt, weil man ihn für einen Mitverschwörer hielt. Brandt kannte Stauffenberg aus ihrer gemeinsamen Zeit an der Kavallerieschule in Hannover. Bis heute wird gemutmaßt, ob und inwieweit Heinz Brandt in Attentatspläne gegen Hitler eingeweiht war.

## Sportliche Erfolge
1932 wurde er deutscher Meister im Springreiten. Bei den Olympischen Sommerspielen 1936 in Berlin gewann er auf „Alchimist“ in der deutschen Mannschaft zusammen mit Kurt Hasse auf „Tora“ und Marten von Barnekow auf „Nordland“ die Goldmedaille.